# Granada Gráfica
Granada Gráfica fue una revista ilustrada española, publicada en la ciudad de Granada durante el siglo XX.
Fundada en 1915, a lo largo de su vida conoció varias épocas. De carácter mensual, para 1927 se le estima una difusión de 12 000 ejemplares. En sus páginas fueron frecuentes las colaboraciones de numerosos autores. Continuó editándose durante los años de la Segunda República, periodo durante el cual las revistas ilustradas granadinas atravesaron una etapa de apogeo y expansión. Durante la Dictadura franquista la revista también se publicó, aunque con una periodicidad muy coyuntural.